# Porto Vila
Porto Vila (em inglês:  Port Vila, pronunciado em inglês: [ˌpɔərt ˈviːlə]; em francês:  Port-Vila, pronunciado em francês: [pɔʁ vila]) é capital e a maior cidade do pequeno estado insular de Vanuatu, na Oceania. Situada na costa sul da ilha de Efate, na província de Shefa, Porto Vila tem um clima tropical, com uma estação seca e uma estação quente e úmida. A média de precipitação é de 2 360 milímetros por ano. A área também tem ventos alísios do sudeste.

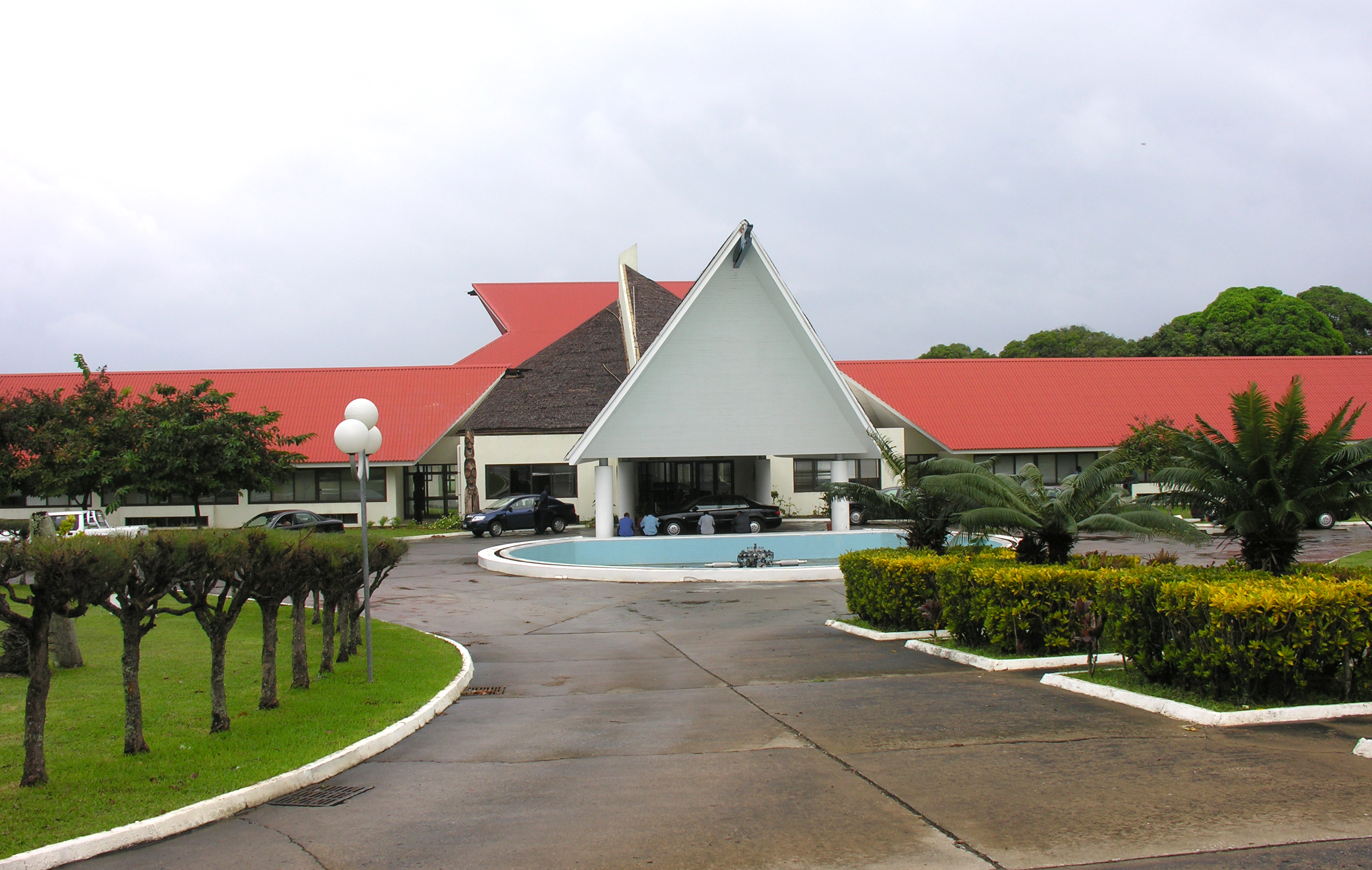
Parlamento de Vanuatu, em Porto Vila

A população da cidade segundo o último censo (1999) foi 29 356, um aumento de 55% sobre o resultado do censo anterior (1989). Isto sugere que a população em 2007 fosse de cerca de 40 000, ou cerca de 65% da população da província. Porto Vila é o centro econômico e comercial de Vanuatu.
Porto Vila possui um campus da Universidade do Pacífico Sul, uma instituição de ensino copropriedade de doze países do Pacífico. O campus de direito de Vanuatu é o único da universidade, e também ensina línguas.

## História
A área ocupada por Porto Vila foi habitada por um povo melanésio há milhares de anos. Em 1606, os primeiros europeus chegaram à ilha Efate, liderados por Pedro Fernandes de Queirós e Luís Vaz de Torres. No século XIX, os colonos franceses estabelecidos no município de Franceville declararam a independência da ilha em 1889 e Vanuatu tornou-se a primeira nação a praticar o sufrágio universal, sem distinção de sexo ou raça. Embora a população na época consistisse de cerca de 500 nativos da ilha e menos de 50 brancos, apenas estes últimos foram autorizados a exercer o poder. Um dos presidentes eleitos era um cidadão norte-americano, RD Polk.
Após 1887, o território foi administrado conjuntamente pelos franceses e britânicos. Este foi formalizado em 1906 como um Condomínio Anglo-francês. Durante a Segunda Guerra Mundial, Porto Vila foi uma base aérea americana e australiana. Em 1987, um ciclone danificou severamente a cidade. Um forte terremoto em janeiro de 2002 provocou grandes estragos na capital e arredores.
Porto Vila foi sede, em agosto de 1999, de uma importante reunião da UNESCO, a "2ª Reunião de Estratégia Global do Patrimônio Mundial para a Região das Ilhas do Pacífico". Um dos tópicos mais importantes, com referência ao Vanuatu e à região do Pacífico, foi a questão da adequação do patrimônio subaquático para inscrição na Lista do Património Mundial.

## Demografia

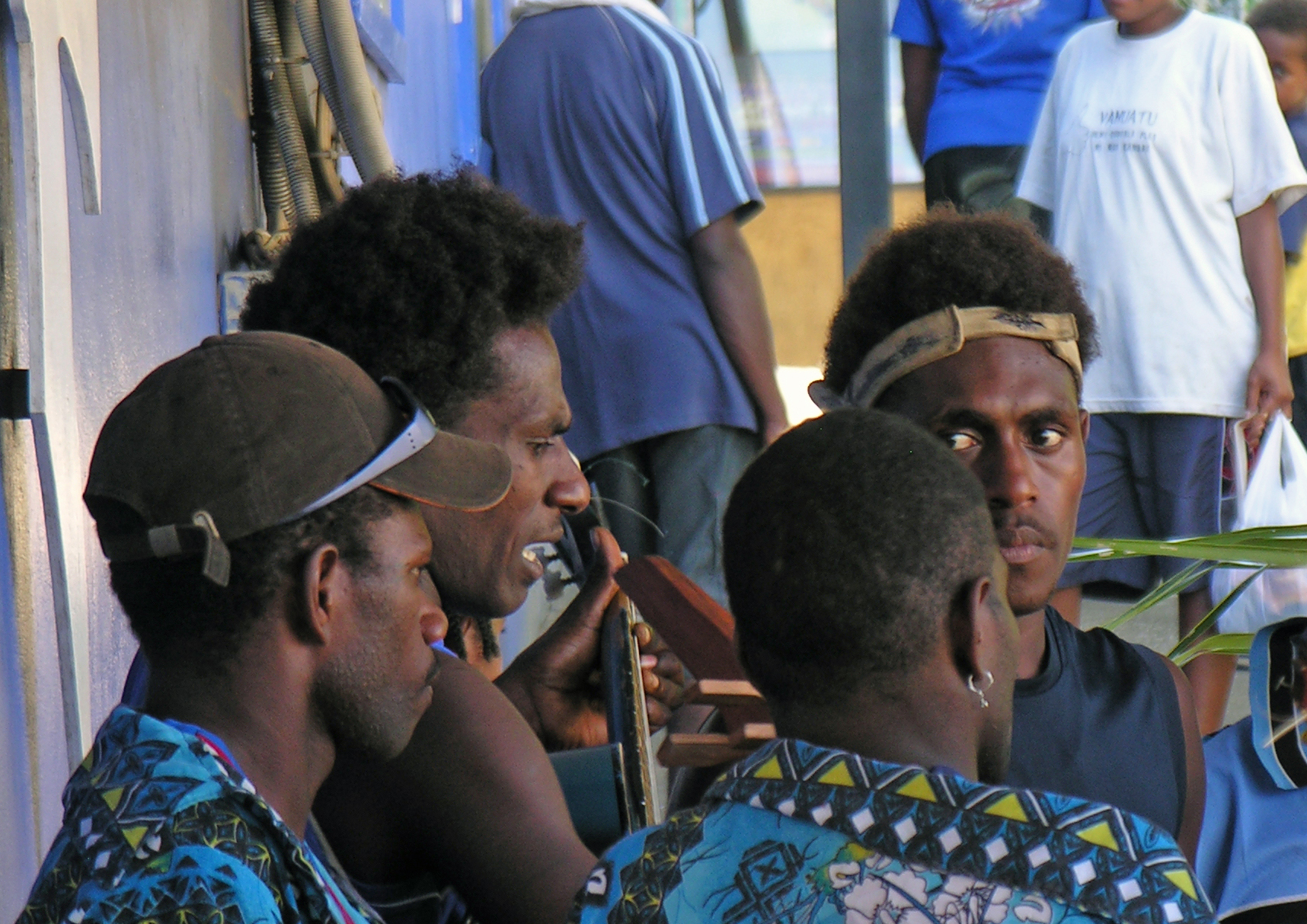
Banda na rua de Porto Vila, formada por melanésios

Estima-se que em 2009, a população de Porto Vila era 44.040; predominantemente formada por melanésios, com pequenas populações de polinésios, asiáticos, australianos e europeus, principalmente franceses e britânicos.
A língua nativa bislama é falada por todos como a linguagem do dia-a-dia. Além dela, inglês e francês também são utilizados. Outras línguas indígenas também são faladas na cidade.
O cristianismo é a religião predominante em Vanuatu, praticado por mais de 90% da população. A maior denominação é a Igreja Presbiteriana, seguido por um terço da população. Catolicismo Romano e da Igreja da Melanésia, também são comuns, cerca de 15% cada um.

## Economia

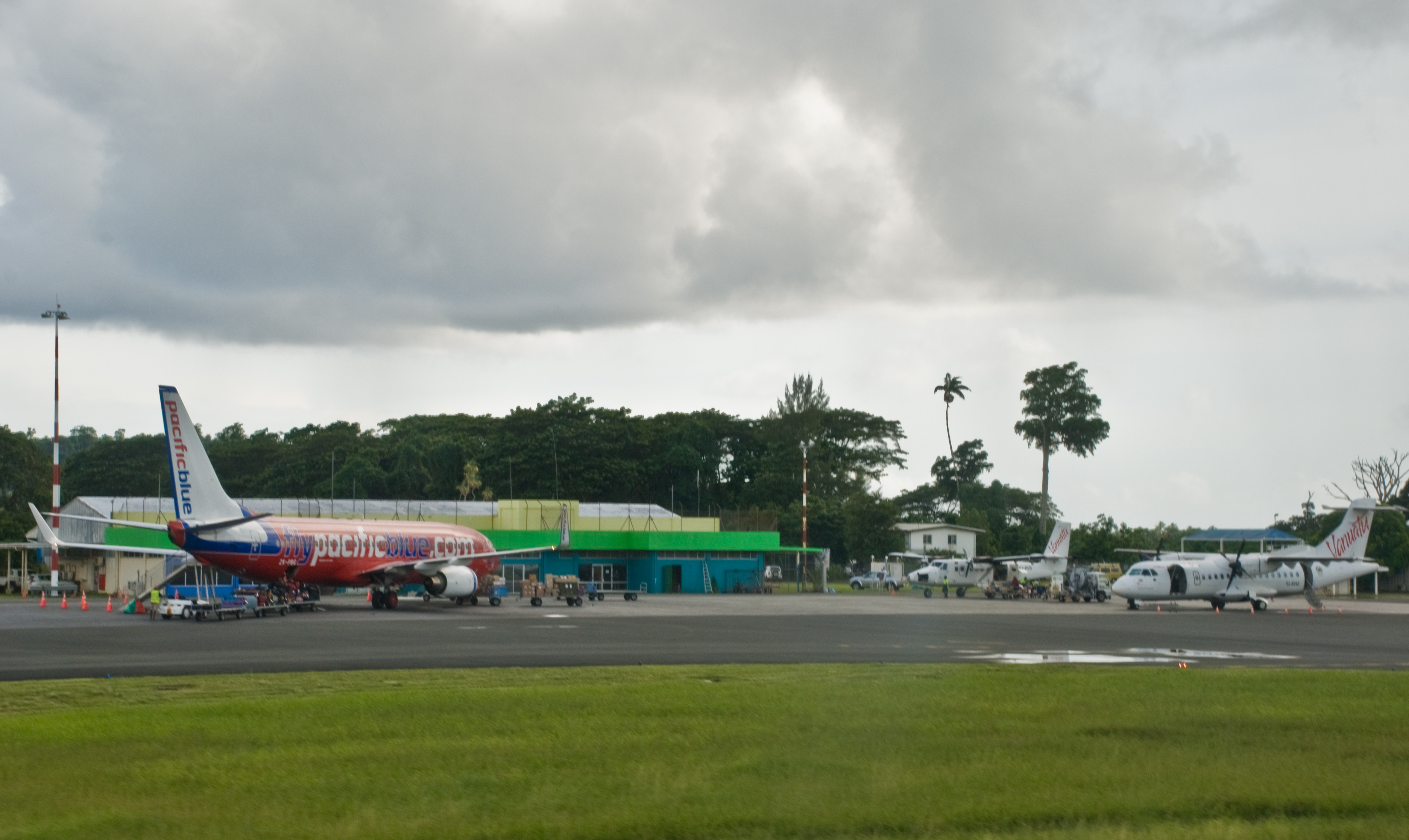
Aeroporto Internacional Bauerfield, em Porto Vila

Porto Vila é o mais importante porto de Vanuatu e centro comercial do país. O aeroporto internacional Bauerfield (VLI) também está localizado na cidade.
As principais indústrias da cidade continuam sendo o processamento de produtos agrícolas e a pesqueira. O turismo também está se tornando importante, principalmente proveniente da Austrália e Nova Zelândia. A cidade recebeu mais de 50.000 visitantes em 1997.
Vanuatu é um paraíso fiscal, e as contas offshore de Porto Vila consistem de uma parte importante da economia.

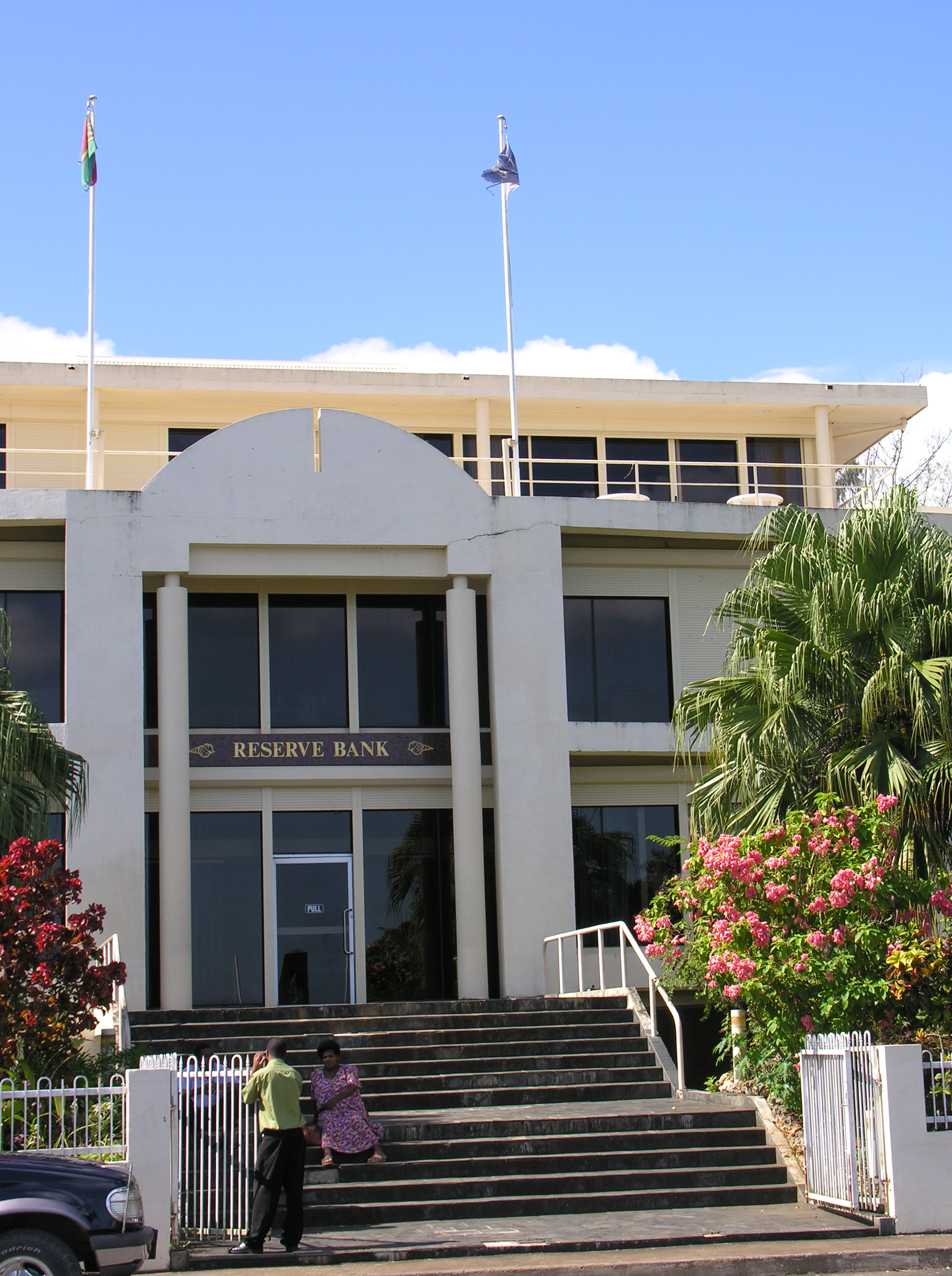
Banco de Vanuatu, em Porto Vila

Vanuatu é ainda dependente da ajuda externa, grande parte vinda da Austrália e Nova Zelândia, embora nos últimos anos uma parcela significativa tenha vindo da República Popular da China. Dentre os exemplos desse auxílio, a Nova Zelândia custeia o treinamento de médicos selecionados da comunidade local e, em seguida, contribui com parte dos salários durante o primeiro ano após a qualificação dos mesmos. A Austrália fornece consultores pagos para trabalhar no Hospital Central de Porto Vila.
A companhia aérea Air Vanuatu tem a sua sede em Porto Vila.
35,7% das exportações saem de Porto Vila e 86,9% das importações chegam em Porto Vila.